# Mount Inflexible
Mount Inflexible är ett berg i Kanada.   Det ligger i provinsen Alberta, i den centrala delen av landet, 3 000 km väster om huvudstaden Ottawa. Toppen på Mount Inflexible är 3 000 meter över havet.
Terrängen runt Mount Inflexible är bergig söderut, men norrut är den kuperad.Trakten runt Mount Inflexible är nära nog obefolkad, med mindre än två invånare per kvadratkilometer.. Det finns inga samhällen i närheten. 
I omgivningarna runt Mount Inflexible växer i huvudsak barrskog.